# Мейол, Николас Ульрих
Николас Ульрих Мейол (англ. Nicholas Ulrich Mayall; 9 мая 1906, Молин, Иллинойс — 5 января 1993, Тусон, Аризона) — американский астроном.

## Биография
Родился в Молине (штат Иллинойс), в 1928 окончил Калифорнийский университет в Беркли, затем работал в этом же университете и в обсерватории Маунт-Вилсон. В 1933—1942 и 1945—1960 работал в Ликской обсерватории, в 1960—1971 — второй директор Национальной обсерватории Китт-Пик в штате Аризона.
Основные труды в области изучения туманностей и галактик. В 1937 выполнил обстоятельное исследование спектра Крабовидной туманности, совместно с Я. X. Оортом в 1942 окончательно доказал, что она является остатком Сверхновой 1054. Исследовал видимое распределение галактик, вывел их функцию светимости; измерил лучевые скорости многих слабых галактик. Получил интегральные спектры большого числа галактик и совместно с У. У. Морганом разработал классификацию галактик, основанную на их интегральных спектрах и учитывающую связь между звёздным составом галактики и её формой; исследовал различия в звёздном составе ядер и спиральных рукавов галактик. Построил диаграмму Герцшпрунга — Рассела для ядра галактики M31 в созвездии Андромеды.
Член Национальной АН США (1949), член ряда академий наук и научных обществ других стран.
За большие заслуги в создании обсерватории Китт-Пик в честь Мейола назван 4-метровый рефлектор этой обсерватории, а также астероид № 2131.